# To Jennifer
To Jennifer es una película de terror de metraje encontrado dirigida por James Cullen Bressack y protagonizada por Chuck Pappas como un joven que se dispone a enfrentarse a su infiel novia Jennifer. Fue lanzado directamente en DVD el 15 de octubre de 2013. Toda la película fue filmada y editada en el iPhone 5.
A la película le siguieron tres secuelas, 2 Jennifer (2016), From Jennifer (2017) y For Jennifer (2018).

## Argumento
La película sigue a Joey (Chuck Pappas) mientras viaja para encontrarse con su novia de larga distancia desde hace dos años, Jennifer (Jessica Cameron). Él cree que ella lo está engañando y decide filmar su viaje a su casa en un intento de provocar que Jennifer se sienta culpable por su supuesta infidelidad. Joey logra persuadir a su primo Steven (James Cullen Bressack) y a su amigo Martin (Jody Barton) para que lo acompañen en el viaje, que se convierte en un viaje en automóvil después de que Joey sufre un colapso mental en un avión y los coloca en la lista de exclusión aérea. A medida que el trío viaja más cerca de su destino, Steven comienza a desconfiar del estado mental cada vez más frágil de Joey. Esto se ve agravado por el hecho de que la madre de Joey también muestra preocupación por Joey durante su sesiones de Skype, especialmente porque nunca antes le había mencionado a Jennifer. Luego, Martin desaparece, lo que preocupa aún más a Steven.
Joey logra convencer a Steven de que siga conduciendo y finalmente llegan a la casa de Jennifer. Descubren que ella está en casa, pero tiene otro chico con ella. Joey la confronta y le dice a Steven que permanezca en el auto. Queriendo ver la película hasta su finalización, Steven deja el auto y descubre el cadáver de Martin en el maletero. Entra en la casa para encontrar a Joey cubierto de sangre. Joey asesina a Steven y luego va tras Jennifer. Se revela que Joey nunca tuvo una relación con Jennifer y, en cambio, la estaba acechando para cumplir su obsesión por ella.

## Reparto
- Chuck Pappas como Joey
- Jessica Cameron como Jennifer
- James Cullen Bressack como Steven
- Jody Barton como Martin

## Recepción
La recepción de la crítica ha sido mixta. Gran parte de las críticas se debieron a la duración de To Jennifer, ya que muchos de los críticos sintieron que la película habría tenido más impacto como una película más corta. Los elogios a la película comúnmente se centraron en que Bressack filmó To Jennifer completamente en un iPhone, y un crítico de Bloody Disgusting comentó que esto le dio a la película una "sensación de diario de video auténtico". DVD Verdict dio una crítica mixta, afirmando que " To Jennifer no abre nuevos caminos como una historia de terror, pero funciona bastante bien en su escala extremadamente pequeña".
- Datos: Q17113240

1. ↑  «Official DVD Artwork Arrives for iPhone 5-Shot & Edited To Jennifer - Dread Central». 13 de agosto de 2013. Archivado desde el original el 13 de agosto de 2013. Consultado el 16 de octubre de 2022.
2. ↑  bug, ambush. «AICN HORROR looks at LEGEND OF THE RED REAPER! CASSADAGA! MANIAC! TO JENNIFER! HOUSE ON STRAW HILL!». Aint It Cool News (en inglés). Consultado el 16 de octubre de 2022.
3. 1 2  Dickson, Evan (21 de agosto de 2013). «[BD Review] So-So ‘To Jennifer’ Is An Interesting Experiment». Bloody Disgusting! (en inglés estadounidense). Consultado el 16 de octubre de 2022.
4. ↑  «Reviews | Film Threat» (en inglés estadounidense). Consultado el 16 de octubre de 2022.
5. ↑  «To Jennifer | Horror Movie News | Arrow in the Head». web.archive.org. 24 de febrero de 2017. Archivado desde el original el 24 de febrero de 2017. Consultado el 16 de octubre de 2022.
6. ↑  «DVD Verdict Review - To Jennifer». web.archive.org. 23 de abril de 2016. Archivado desde el original el 23 de abril de 2016. Consultado el 16 de octubre de 2022.